# Spannungs-Frequenz-Umformer
Ein Spannungs-Frequenz-Umformer, auch Spannungs-Frequenz-Umsetzer, ist ein Gerät, das eine elektrische Spannung in eine dazu proportionale Frequenz umformt. Er ist das Gegenstück zum Frequenz-Spannungs-Wandler.

## Ausführungen
Ein Spannungs-Frequenz-Umformer arbeitet nach folgendem Prinzip: Aufgrund der Eingangsspannung, der sogenannten Messspannung, fließt ein dazu proportionaler elektrischer Strom, der einen Kondensator lädt. Dies erfolgt linear über der Zeit bei konstanter Spannung. Mathematisch entspricht dies einer Integration. Bei Erreichen eines Ladungs-Grenzwertes wird der Kondensator durch einen kurzen, in Dauer und Höhe festen Stromstoß in Gegenrichtung geladen. Je höher der Eingangsstrom ist, desto häufiger ist die Gegenladung erforderlich. Die Frequenz dieser Stromstöße ist proportional zum Mittelwert der Messspannung. Durch der Messzeit über eine Periode kann die Wirkung  von Störspannungen reduziert werden.
Für den Einsatz in der Messtechnik mit höheren Anforderungen an die Proportionalität verwendet man einen Umformer wie in der Eingangsstufe des Ladungsbilanzverfahrens.
Wenn es eher auf die Veränderbarkeit einer Frequenz durch die Größe einer anliegenden Spannung ankommt als streng auf Proportionalität, wird das Gerät als spannungsgesteuerter Oszillator bezeichnet. Hier existieren auch Umsetzer, welche die Steuerspannung exponentiell umformen.

## Anwendungen
Diese Umformer geben häufig ein Rechtecksignal aus. Dieses kann mit seinen zwei Spannungsebenen weitgehend störungsfrei übertragen werden, denn die Information steckt dabei nicht in der Signalhöhe oder -form, sondern in der Frequenz. Die Umformer werden zum Beispiel in Sensorschaltkreisen eingesetzt oder Sensoren nachgeschaltet und dienen damit zur störungsarmen digitalenDatenübertragung analoger Signale.
Da die analoge Größe Frequenz durch Zählung besonders leicht digital erfasst werden kann, werden Umformer im Rahmen des Ladungsbilanzverfahrens auch in Analog-Digital-Umsetzern eingesetzt.